# 日本モーターサイクルスポーツ協会

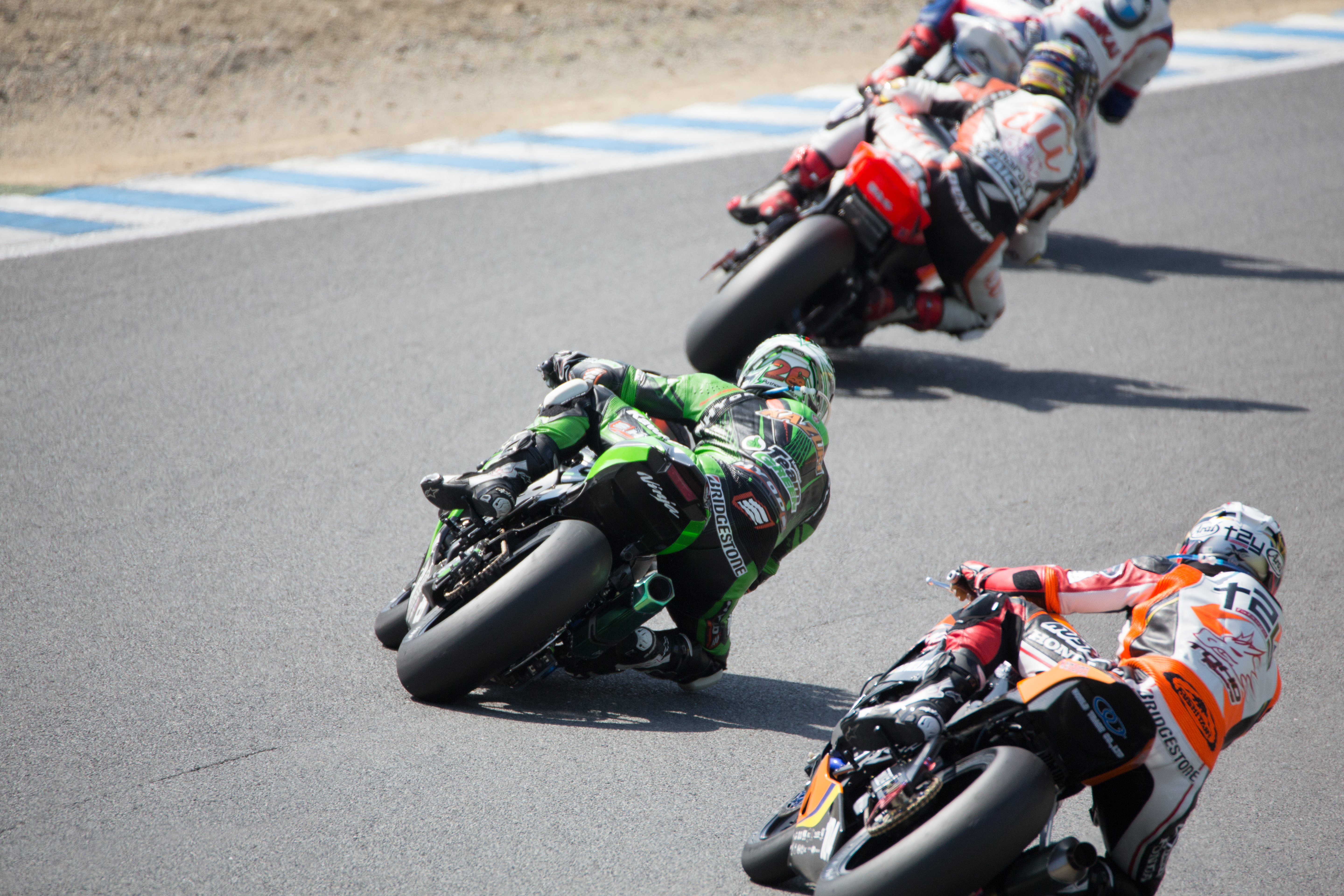
全日本ロードレース選手権

一般財団法人日本モーターサイクルスポーツ協会（にほんモーターサイクルスポーツきょうかい、英: Motorcycle Federation of Japan、略称: MFJ）は、日本のモーターサイクルスポーツを統括する国内競技連盟である。約4万人の競技ライセンス所持者が、全国年間約800の公認・承認競技会に参加している。

## 概要
日本モーターサイクルスポーツ協会は、国際モーターサイクリズム連盟(FIM)に加盟し、日本で行われるオートバイやスノーモービルなどのモーターサイクルスポーツを統轄する組織である。公営競技であるオートレースはJKAが総括している。
オートバイレーサーライセンスや審判員資格、スノーモービルレーサーライセンスは会員以外取得できない。サンデーレースのなかにはMFJの競技ライセンスを必要とする場合がある。なお、競技ライセンスの発行に関しては、四輪（自動車）レースにおける日本自動車連盟（JAF）の場合と異なり、オートバイの運転免許は原則として不要である。ただし、ピットクルーライセンスなど、一部に運転免許の有無でライセンスの有効内容が変わるライセンスは存在する。また正規の競技ライセンス以外に、ホビーレーサーのために安価な「エンジョイライセンス」の発行も行っているが、エンジョイライセンスは出場可能な競技の範囲が制限される。
1950年（昭和25年）にMFJは国際モーターサイクリズム連盟（FIM）に加盟した。当時の代表は、1930年（昭和5年）に日本人として初めてマン島TTレースに出場した 多田健蔵であったが、運営は木村正文（モーターマガジン社代表）に委託されていた。
その後、このMFJとは別の団体が「自分たちの団体がMFJである」という声明を雑誌『オートバイ』の1959年1月号（モーターマガジン社）で発表した。この新しいMFJに対しては全日本モーターサイクルクラブ連盟（MCFAJ）出身者たちがFIMに異議を申し立てた。このMFJは金銭に纏わる不祥事が起きて崩壊した。当時建設中の鈴鹿サーキットを視察するために来日したFIM会長ノーティアはこのような日本の現状を知り、暫定的にメーカー主導の団体をFIMの公認団体とする。木村正文はFIMの代表機関であることを主張していたが、日本の二輪モータースポーツの発展を優先してこの主張を取り下げ、1961年（昭和36年）に「日本モーターサイクルレース協会」（現在の「財団法人 日本モーターサイクルスポーツ協会」）MFJが発足し、鈴鹿サーキットのこけら落としとなる「第1回全日本選手権ロードレース大会」を主催した。

## 沿革
- 1961年（昭和36年）日本モーターサイクルスポーツ協会設立
- 1962年（昭和37年）第1回全日本ロードレース開催（鈴鹿）
- 1963年（昭和38年）世界選手権ロードレース開催（鈴鹿で1966年まで毎年開催）
- 1964年（昭和39年）第1回モトクロス日本GP開催（相馬が原）
- 1967年（昭和42年）ロードレース全日本選手権シリーズ開始、モトクロス全日本選手権シリーズ開始
- 1971年（昭和46年）スノーモビル全日本選手権シリーズ開始
- 1973年（昭和48年）トライアル全日本選手権シリーズ開始
- 1980年（昭和55年）世界耐久選手権鈴鹿8時間耐久レース開催
- 1987年（昭和62年）世界選手権ロードレース開催を再開（鈴鹿）
- 1990年（平成2年）財団法人化（旧文部省所管）
- 1991年（平成3年）モトクロス世界選手権開催（鈴鹿）
- 1993年（平成5年）ドラッグレース全日本選手権シリーズ開始
- 1999年（平成11年）世界選手権ロードレースをツインリンクもてぎに会場を移し開催
- 2000年（平成12年）トライアル世界選手権開催
- 2005年（平成17年）スーパーモタード、エンデューロの全国格式競技会開始
- 2012年（平成23年）一般財団法人化

## 主な主催シリーズ
- 全日本ロードレース選手権（JRR）
- 全日本モトクロス選手権（JMX）
- 全日本トライアル選手権（TRJ）
- 全日本エンデューロ選手権（JEC）
- 全日本スーパーモト選手権（旧称：MOTO1オールスターズ）
- 全日本スノーモービル選手権
- MFJレディースロードレース

### 過去開催されていたレース[3]
- スタジアムトライアル全日本選手権（1991～1993年）
- 全日本スーパークロス選手権（1994～1997年）
- 全日本ドラッグレース選手権（1993～2008年）
- ダートトラック全日本選手権（2001～2003年）

## 公認サーキット
2013年1月1日現在の公認サーキットは次の通りである。
- 北海道：十勝インターナショナルスピードウェイ
- 宮城県：スポーツランドSUGO
- 福島県：エビスサーキット（東コース・西コース）
- 栃木県：ツインリンクもてぎ（ロードコース・北ショートコース）
- 茨城県：筑波サーキット
- 静岡県：富士スピードウェイ
- 愛知県：スパ西浦モーターパーク
- 三重県：鈴鹿サーキット（国際レーシングコース・国際南コース）
- 岡山県：岡山国際サーキット
- 大分県：スポーツ＆セーフティライディングフィールドSPA直入、オートポリスインターナショナルレーシングコース
- 熊本県：HSR九州